# Architis tenuipes
Architis tenuipes là một loài nhện trong họ Pisauridae.
Loài này thuộc chi Architis. Architis tenuipes được Eugène Simon miêu tả năm 1898.